# Harry Karlsson (konstnär)

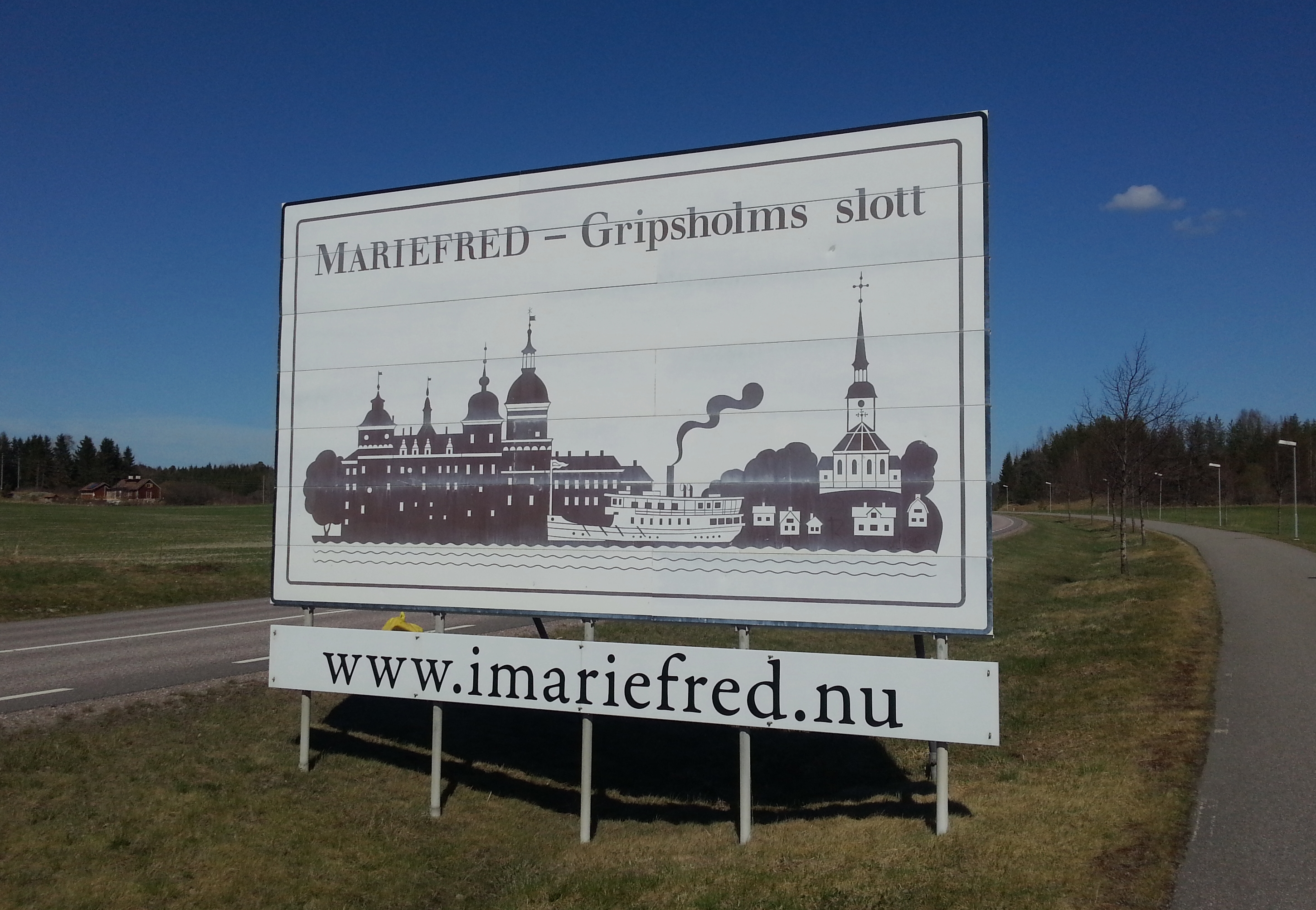
Presentationsskylt vid infarten till Mariefred efter en förlaga av Harry Karlsson.

Torsten Ture Harry Karlsson, född 22 mars 1926 i Mariefred, död 20 mars 2008 i Mariefred, var en svensk tecknare och målare.
Han utbildade sig till möbelsnickare, med gesällbrev 1946. Vid sidan om konstnärskapet arbetade han både som slöjdlärare och i faderns snickeriverkstad.
Harry Karlsson var främst tecknare, men har även arbetat i olja, pastell och akvarell. Han hämtade ofta sina motiv från hemstaden och det näraliggande Gripsholms slott. En av hans teckningar, som föreställer slottet, köptes in av Nationalmuseum för att hängas i museets samlingar på Gripsholm. Ett annat av hans återkommande motiv var ångbåten S/S Mariefred. Till fartyget gjorde han även fyra målningar till damsalongen. De ersatte de målningar som förstördes vid den brand som drabbade fartyget 1994.
Harry Karlsson arbetade också som tidningstecknare, från 1949 i Strengnäs Tidning och Eskilstuna-Kuriren, men även i andra tidningar som Strängnäsjournalen. Från 1963 och under 25 år framåt medverkade han återkommande som tecknare på Dagens Nyheters sida Namn och nytt, och gjorde även reportageresor både inom Sverige och utomlands.
Harry Karlsson verkade även som bokillustratör, och gav år 1979 ut Mariefred, staden, slottet och omgivningarna tillsammans med författaren Ulla Trenter.
Han fick Södermanlands läns kulturstipendium 1972, och stipendium från Konstakademien år 1974 och 1975. År 2000 fick han Eskilstuna-Kuriren/Strengnäs Tidnings kulturpris. Harry Karlsson är begravd på Mariefreds kyrkogård.